# Culex covagarciai
Culex covagarciai är en tvåvingeart som beskrevs av Oswaldo Paulo Forattini 1965. Culex covagarciai ingår i släktet Culex och familjen stickmyggor.
Artens utbredningsområde är Venezuela. Inga underarter finns listade i Catalogue of Life.